# Enore Boscolo
Enore Boscolo (Udine, Italia; 18 de julio de 1929 – 14 de abril de 2023) fue un futbolista italiano que jugó en la posición de centrocampista.

## Carrera

### Club
| Periodo   | Club             | Apariciones | Goles |
| --------- | ---------------- | ----------- | ----- |
| 1946-1949 | Udinese Calcio   | 35          | 8     |
| 1949-1953 | Triestina Calcio | 119         | 37    |
| 1953–1954 | Torino FC        | 34          | 4     |
| 1954–1955 | AS Roma          | 7           | 1     |
| 1955–1956 | Vicenza Calcio   | 11          | 4     |
| 1956–1959 | Calcio Padova    | 51          | 7     |
| 1959–1960 | Taranto FC 1927  | 8           | 0     |